# Jesper Pohjolainen
Jesper Pohjolainen (* 14. September 2001 in Hyvinkää) ist ein finnischer Skirennläufer.

## Karriere
Pohjolainen gab sein internationales Renndebüt am 17. November 2017 bei einem FIS-Slalom in Levi. Sein erstes internationales Großereignis bestritt er im Februar 2019 beim Europäischen Olympischen Winter-Jugendfestival in Sarajevo, wobei er mit Rang 33 im Riesenslalom seine beste Platzierung erreichte. Bis zu diesem Zeitpunkt war Pohjolainen hauptsächlich bei FIS-Rennen in Skandinavien an den Start gegangen.
Am 24. November 2019 gab Pohjolainen sein Weltcupdebüt beim Slalom von Levi, wobei er sich nicht für den zweiten Durchgang qualifizieren konnte.
2020 wurde er erstmals finnischer Meister im Riesenslalom und im Slalom. Den Titel im Slalom konnte er in den nächsten drei Jahren jeweils erfolgreich verteidigen. Zusätzlich gewann er 2022 den finnischen Meistertitel im Parallelslalom.
2023 konnte sich Pohjolainen erstmals für Alpine Skiweltmeisterschaften qualifizieren. Bei den Wettkämpfen in Courchevel bzw. Méribel schied er jedoch im zweiten Durchgang des Slaloms aus und blieb so ohne Platzierung.
Am 15. Dezember 2024 gelang ihm sein erster Podestplatz im Europacup, er belegte beim Slalom von Val di Fassa den zweiten Platz.
Bei den Weltmeisterschaften 2025 in Saalbach belegte Pohjolainen in der erstmals ausgetragenen Team Kombination gemeinsam mit Jaakko Tapanainen den 19. Platz.

## Privates
Seine Schwester Rosa Pohjolainen ist ebenfalls als Skirennläuferin aktiv.

## Erfolge

### Weltmeisterschaften
- Courchevel/Méribel 2023: DNF Slalom
- Saalbach 2025: 19. Team Kombination, DNF Slalom, DNQ Riesenslalom

### Juniorenweltmeisterschaften
- Val di Fassa 2019: 34. Slalom
- Panorama 2022: 5. Mannschaft, 18. Alpine Kombination, 34. Abfahrt, 37. Riesenslalom, 42. Super-G, DNF Slalom

### Europacup
- 3 Platzierungen unter den besten 5, davon zwei Podestplätze

### Europäisches Olympisches Winter-Jugendfestival
- Sarajevo 2019: 33. Riesenslalom, DNF Slalom

### Weitere Erfolge
- Finnischer Meister im Riesenslalom (2020)
- Finnischer Meister im Slalom (2020, 2021, 2022, 2023)
- Finnischer Meister im Parallelslalom (2022)
- Finnischer Vizemeister im Riesenslalom (2025)
- Finnischer Vizemeister im Slalom (2024)